# Liste C
Die Liste C war eine kommunale Wählergruppe in der Stadt Chemnitz.

## Entwicklung
Die Gruppierung trat erstmals zur Stadtratswahl 2009 an, bei der sie ein Ergebnis von 2,99 Prozent erzielte und damit einen Sitz im Chemnitzer Stadtrat erhielt. Das für die Liste C gewählte Stadtratsmitglied, Gordon Tillmann, schloss sich jedoch kurz nach der Kommunalwahl der FDP-Fraktion im Rat an. 2014 trat die Liste C nicht mehr zur Stadtratswahl an.

## Nachweise
1. ↑  PDF bei www.chemnitz.de (Memento des Originals vom 11. Juni 2011 im Internet Archive)  Info: Der Archivlink wurde automatisch eingesetzt und noch nicht geprüft. Bitte prüfe Original- und Archivlink gemäß Anleitung und entferne dann diesen Hinweis.
2. ↑  Referat Kommunikation und Öffentlichkeitsarbeit: Wahlergebnisse - Wahlen - sachsen.de. Abgerufen am 21. Juli 2024.